# Сколопендровые
Сколопендровые (лат. Scolopendromorpha, Scolopendrida) — отряд хищных многоножек из класса губоногих (Chilopoda). Встречаются всесветно. Все виды ядовиты. Более 800 видов. Наиболее агрессивные и заметные хищники из всех многоножек.

## Описание
Усики 17—34 члениковые (обычно 17—21). Тело состоит из 21 или 23 (редко из 39 или 43) сегментов с таким же количеством пар ног. Глаза редуцированы, состоят из 4 или одного оцеллия, или полностью отсутствуют (у Cryptopidae). Длина дорсовентрально уплощённого тела от 12 мм (Cryptops) до 270 мм (сколопендра гигантская, Scolopendra gigantea). Окрашены в разнообразные яркие цвета, чаще, жёлтые, оранжевые и коричневые; в тропиках также красные, зелёные, фиолетовые и другие цвета. На голове расположены пара антенн, пара челюстей и две пары максилл. Ядовитые железы открываются на концах первой пары ног, преобразованной в ногочелюсти. Сколопендровые относятся к эпиморфным многоножкам, то есть у них молодь появляется с полным (взрослым) количеством ног. Ведут скрытный образ жизни в полостях почвы, под камнями, брёвнами, хищники.

## Палеонтология
В ископаемом состоянии сколопендровые встречаются крайне редко. Не считая находок в кайнозойских янтарях, представители отряда известны из каменноугольных, пермских и меловых отложений, откуда в совокупности было описано всего шесть видов сколопендровых. 

## Систематика
Выделяют 3 (или 4) семейства. Более 800 видов, 13 форм из 4 родов указывалось для стран бывшего СССР.
- Cryptopidae
  - Cryptopinae
- Plutoniumidae[6] (или Plutoniuminae в составе Cryptopidae)
- Scolopendridae
  - Scolopendrinae
  - Otostigminae (или Otostigmidae)
- Scolopocryptopidae
  - Scolopocryptopinae
  - Newportiinae
  - Kethopinae

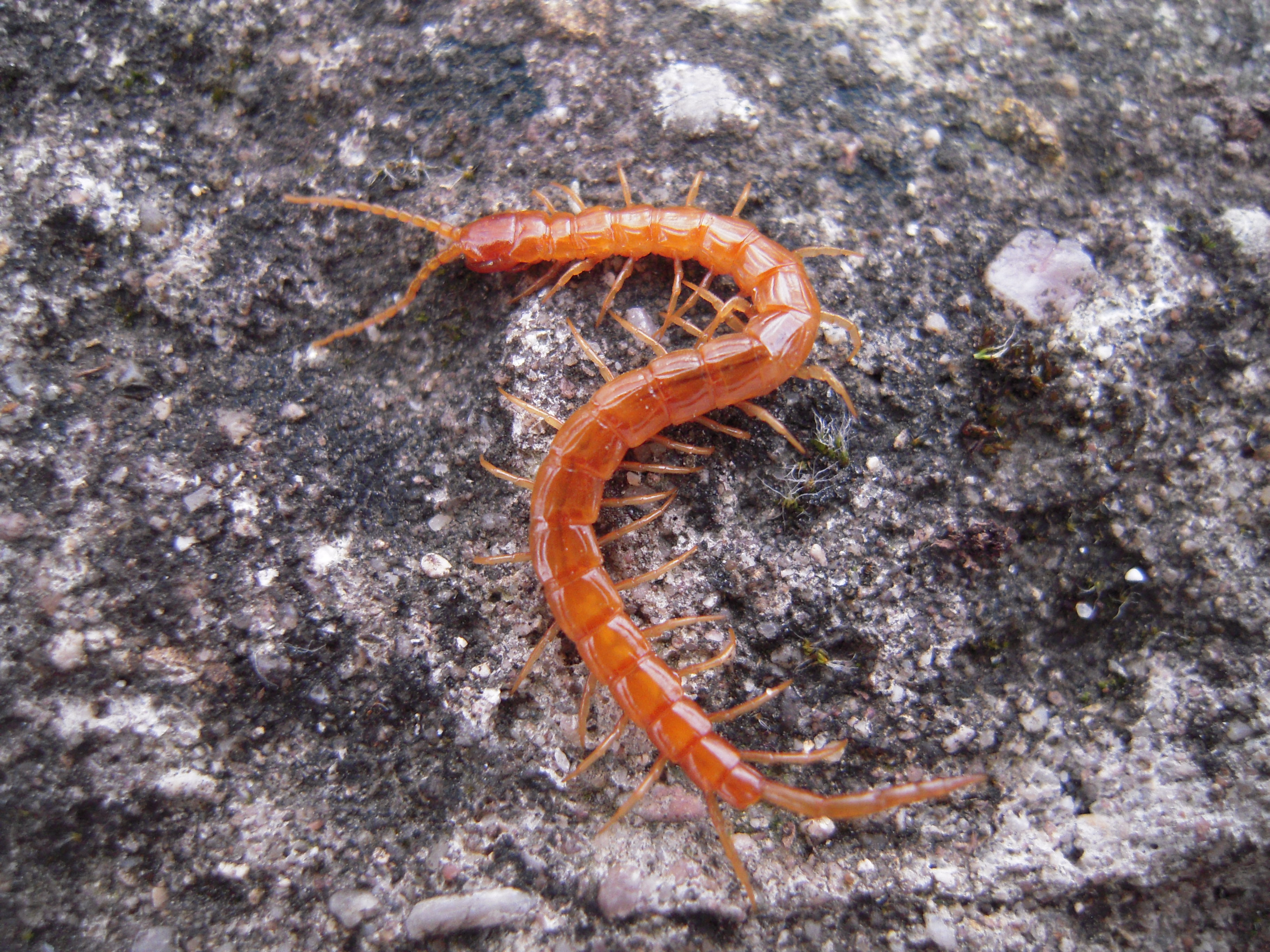
Cryptops hortensis[фр.] (Cryptopidae)
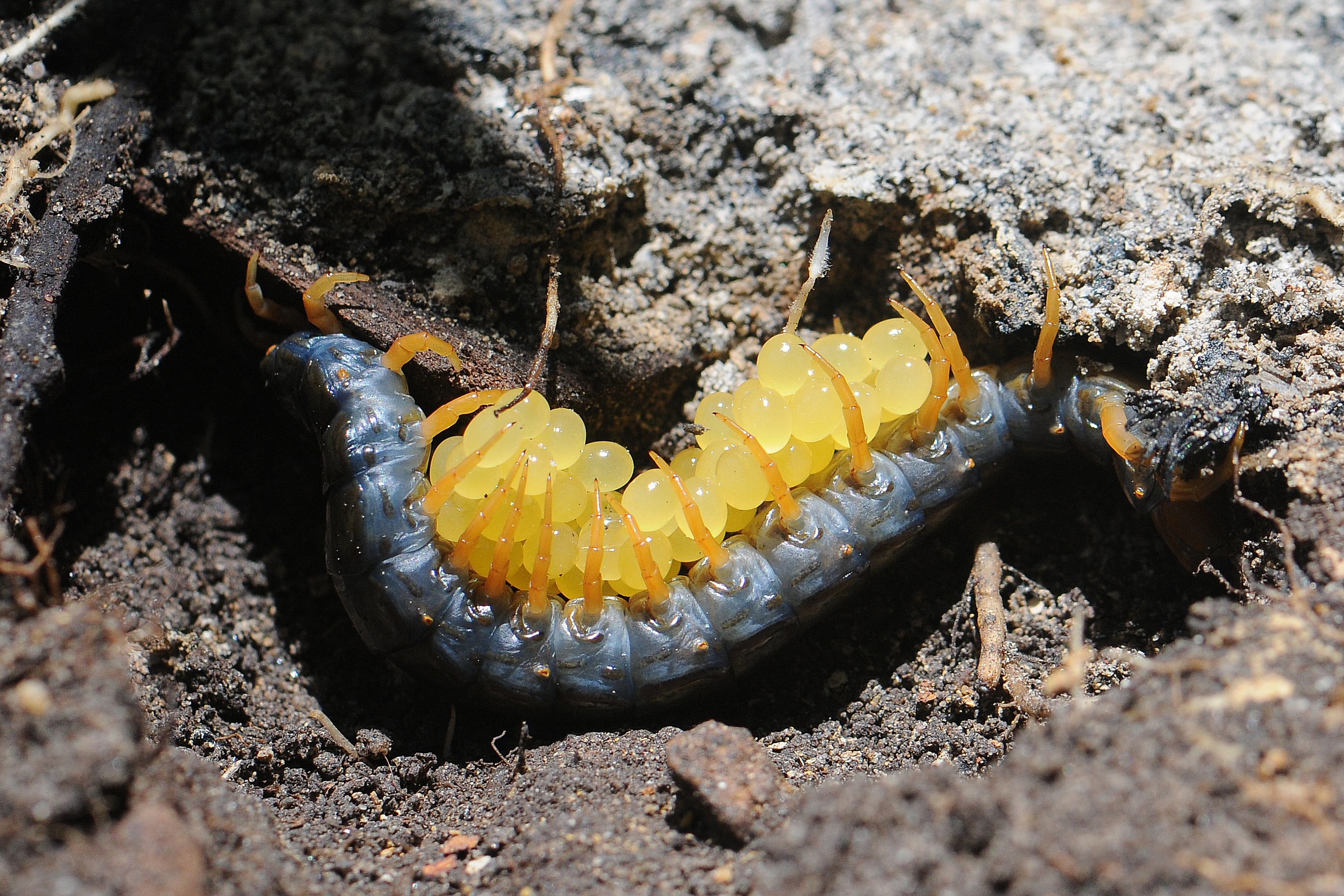
Многоножка Cormocephalus aurantipes с кладкой яиц (Scolopendridae, Австралия)
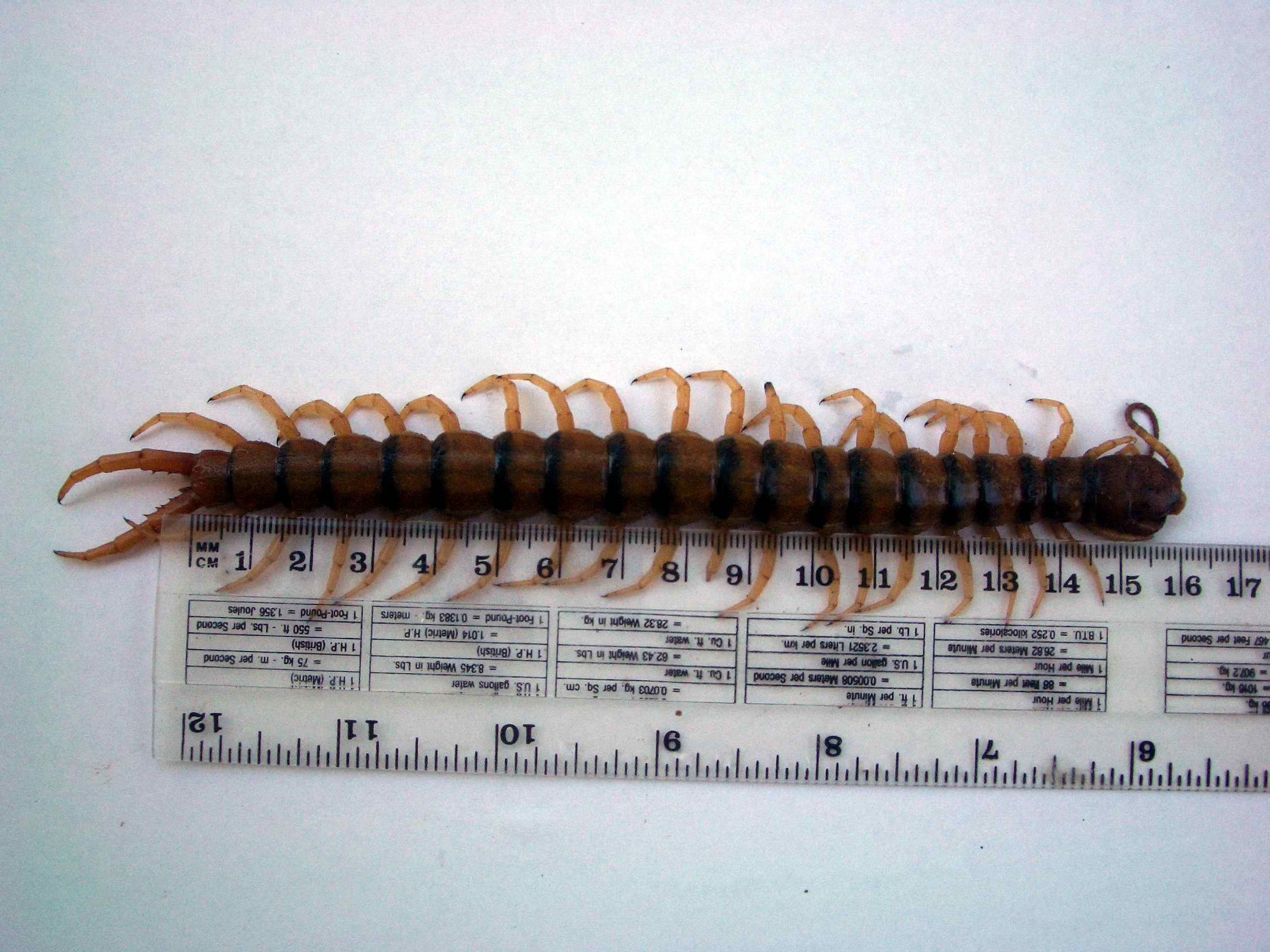
Ethmostigmus rubripes (Scolopendridae, Австралия)